# The Walking Dead: The Ones Who Live
The Walking Dead: The Ones Who Live is een aankomende Amerikaanse televisieserie over de personages Rick Grimes en Michonne die trachten te overleven in een wereld vol zombies terwijl ze op zoek zijn naar elkaar. De reeks is de zesde spin-off van de serie The Walking Dead.
De eerste aflevering wordt in de Verenigde Staten verwacht op 25 februari 2024.

## Verhaal
De serie volgt de personages Rick Grimes en Michonne, een van de oorspronkelijke hoofdrollen uit The Walking Dead, die tijdens de voortdurende zombie-apocalyps naar elkaar op zoek zijn.

## Rolverdeling
- Andrew Lincoln als Rick Grimes
- Danai Gurira als Michonne
- Pollyanna McIntosh als Jadis
- Lesley-Ann Brandt als Pearl Thorne
- Terry O'Quinn als generaal Beale
- Matthew August Jeffers als Na

## Achtergrond
De serie werd in juli 2022 zonder titel aangekondigd door Scott M. Gimple, Andrew Lincoln en Danai Gurira tijdens het San Diego Comic Con 2022. Lincoln en Gurira bevestigde hiermee ook hun terugkeer als de personages Rick Grimes en Michonne. In april 2023 werd bekend gemaakt dat de serie zou verschijnen onder de naam The Walking Dead: Rick & Michonne, deze werd in juli 2023 aangepast naar de officiële titel The Walking Dead: The Ones Who Live.